# Авианосцы типа «Мидуэй»
Тип «Мидуэй» (англ. Midway class) — серия тяжёлых ударных авианосцев США периода Второй мировой войны. Были спроектированы в 1941—1942 годах, под влиянием концепции британских авианосцев, и отличались значительно большим водоизмещением по сравнению со своими предшественниками, чтобы сочетать мощное бронирование с многочисленной авиагруппой. В 1943—1947 годах были построены три авианосца этого типа, строительство ещё трёх было отменено, не успев начаться. Все авианосцы типа «Мидуэй» вступили в строй уже после окончания Второй мировой войны и не успели принять участия в боевых действиях. Тем не менее они составляли основу авианосного флота США в ранний послевоенный период и активно использовались ими в ряде вооружённых конфликтов. Несмотря на поступление на вооружение более современных авианосцев типа «Форрестол», два авианосца типа «Мидуэй», неоднократно модернизируясь, оставались в строю в течение почти полувека. Последний из них, «Мидуэй», был снят с вооружения только в 1992 году вскоре после окончания войны в Персидском заливе, успев ещё принять в ней участие.

## Представители
| Название                                   | Номер | Судоверфь                             | Закладка                              | Спуск на воду                         | Вступление в строй                    | Судьба                                             |
| ------------------------------------------ | ----- | ------------------------------------- | ------------------------------------- | ------------------------------------- | ------------------------------------- | -------------------------------------------------- |
| Мидуэй Midway                              | CV-41 | NNS, Ньюпорт-Ньюс                     | 27 октября 1943                       | 20 марта 1945                         | 10 сентября 1945                      | снят с вооружения 11 апреля 1992, музейный корабль |
| Франклин Д. Рузвельт Franklin D. Roosevelt | CV-42 | Нью-Йоркская военно-морская верфь     | 1 декабря 1943                        | 29 апреля 1945                        | 27 октября 1945                       | снят с вооружения 30 сентября 1977, пущен на слом  |
| Корал Си Coral Sea                         | CV-43 | NNS, Ньюпорт-Ньюс                     | 10 июля 1944                          | 2 апреля 1946                         | 1 октября 1947                        | снят с вооружения 26 апреля 1990, пущен на слом    |
| —                                          | CV-44 | строительство отменено 11 января 1943 | строительство отменено 11 января 1943 | строительство отменено 11 января 1943 | строительство отменено 11 января 1943 | строительство отменено 11 января 1943              |
| —                                          | CV-56 | строительство отменено 28 марта 1945  | строительство отменено 28 марта 1945  | строительство отменено 28 марта 1945  | строительство отменено 28 марта 1945  | строительство отменено 28 марта 1945               |
| —                                          | CV-57 | строительство отменено 28 марта 1945  | строительство отменено 28 марта 1945  | строительство отменено 28 марта 1945  | строительство отменено 28 марта 1945  | строительство отменено 28 марта 1945               |